# Annelies Schmiedel
Annelies Schmiedel (* im 20. Jahrhundert (evtl. Anfang oder Mitte der 1930er Jahre)) ist eine deutsche Schauspielerin und Hörspielsprecherin.

## Wirken
Annelies Schmiedel trat im Zeitraum von 1952 bis 1972 in etlichen deutschen Filmproduktionen und Fernsehserien auf. Einem größeren Publikum bekannt wurde sie durch ihre Auftritte in den ARD-Fernsehserien Am Abend ins Odeon und Gestatten, mein Name ist Cox. Hörspielaufzeichnungen mit ihrer Beteiligung gibt es aus dem Beginn der 1950er-Jahre.

## Filmografie (Auswahl)
- 1952: Ich warte auf Dich
- 1954: Klavier zu verkaufen (Fernsehfilm)
- 1957: Die unentschuldigte Stunde
- 1957: Abu Kasems Pantoffeln (Fernsehfilm)
- 1957: Tolle Nacht
- 1960: Hexenschuß (Fernsehfilm)
- 1960–1962: Am Abend ins Odeon (Fernsehserie, 11 Folgen)
- 1961: Der Fälscher von London
- 1961: Das wird morgen vorbei sein (Fernsehfilm)
- 1963–1970: Zwischenmahlzeit (Fernsehshow, 5 Folgen)
- 1964: Hafenpolizei (Fernsehserie, 1 Folge)
- 1965: Gestatten, mein Name ist Cox (Fernsehserie, 8 Folgen)
- 1966: Stahlnetz: Der fünfte Mann
- 1966: Zwei wie wir … und die Eltern wissen von nichts
- 1967: Im Flamingo-Club (Fernsehserie, 1 Folge)
- 1967: Bei uns daheim (Fernsehfilm)
- 1970: Kapitän Harmsen (Fernsehserie, 1 Folge)
- 1970: Keiner erbt für sich allein (Fernsehfilm)
- 1972: Im Auftrag von Madame (Fernsehserie, 1 Folge)

## Hörspiele (Auswahl)
- 1950: Günther Rücker: Die schwarzen Wälder – Regie: Carl Nagel
- 1951: Fjodor Michailowitsch Dostojewski: Die Dame mit dem Schottenhütchen – Regie: Fritz Schröder-Jahn
- 1952: Fred von Hoerschelmann: Die verschlossene Tür – Regie: Detlof Krüger
- 1953: Norman Corwin: Doppelkonzert – Regie: Kurt Reiss